# Religions à Saint-Martin
Panorama des différentes religions présentes dans la collectivité de Saint-Martin (Antilles françaises).

## Les différentes confessions[1]
À l'inverses des autres territoires français des Caraïbes, à Saint-Martin les religions sont nombreuses et variées à cause des origines de sa population ancienne (anglaise, hollandaise, française, ...) ajoutée à celle des émigrés économiques de toute la Caraïbe, le tout sous la grande influence nord-américaine avec ses multiples schismes du protestantisme issus de son historique constitutionnel de liberté de culte.
D'une façon générale la population est très croyante si l'on en croit les apparences, elle verse aussi beaucoup dans le syncrétisme, tant les femmes que l'on dit pratiquantes ont recours en permanence au magico-religieux. La spiritualité y est globalement chrétienne, mais  pour les raisons historiques propres à l'île, c'est le protestantisme qui a dominé, avec une forte communauté méthodiste. Ces communautés protestantes sont en général affiliées à des maisons-mères sises aux États-Unis ou à la Jamaïque et non pas en Europe, mais plusieurs sont autonomes. Contrairement aux Européens, très peu d'Antillais se disent athées ou agnostiques même leurs diverses francs-maçonneries sont théistes.
À cause de l'influence des médias audio-visuels sur la culture contemporaine, la plupart des liturgies évangélistes sont de type charismatique très exubérantes avec leurs rites de transes et de glossolalie, elles pratiquent en général le baptême par immersion des adultes. Les cultes publics sont majoritairement dominicaux mais certaines communautés suivent une forme de sabbat chrétien.
Cependant, depuis le réveil économique de la partie française dû à la défiscalisation de 1986, et à la suite d'une forte immigration provenant d'Haïti, de Saint-Domingue, des îles anglophones de la Caraïbe, de nouvelles congrégations se sont implantées et les proportions respectives antérieurs en ont été modifiées.
Ces congrégations se financent par des dons de fidèles, et/ou l'imposition de la collecte de la dîme tel que prôné dans certaines traditions ecclésiastiques. L'enrichissement personnel d'un pasteur est très souvent gage de la confiance qui lui est accordée (ici, aucun vœu de pauvreté n'a sa place d'exemplarité). 

### Églisechrétiennecatholique
- L'Église catholique romaine dépend du diocèse de Guadeloupe.

### Églisechrétienneprotestante

#### Anglicans et calvinistes
- La Communion anglicane ou épiscopaliens, dont : les Anglicans de "l'Église dans la province des Antilles" (provenant des ex-colonies anglaises) et l'Église épiscopale des États-Unis.
- L'Église réformée de France (protestants d'origine calvinistes).
- Les Presbytériens (d'origine calvinistes).

#### Évangéliques
- Les méthodistes, dont : l'African Methodist Episcopal Church et l'Église méthodiste dans les Caraïbes et les Amériques.
- Les baptistes et baptistes réformés (d'origine calviniste), dont : les baptistes du Septième Jour (observance du sabbat chrétien) et l'Union baptiste de la Jamaïque.
- Les Églises des Assemblées de Dieu qui sont pentecôtistes, avec les Églises dites du Réveil spirituel faisant partie du Mouvement charismatique.
- L'Église évangélique luthérienne.

Sous-groupes des adventistes
- L'Église adventiste du septième jour (observance du sabbat chrétien).
- L'Église de Dieu (Septième Jour) (observance du sabbat chrétien).
- L'Église de Jésus-Christ des saints des derniers jours (mormons).
- Les témoins de Jéhovah.

### Autres confessions
- La foi occulte : le culte vaudou, l'Obeah[2].
- Le mouvement rastafari a une petite communauté potagère active à Saint-Jean au sortir de Marigot vers Simpsonbay. Ils organisent des cérémonies dont des mariages.
- L'Islam : les communautés commerçantes des Indo-pakistanais et Palestiniens s'associent à la mosquée située du côté néerlandais.
- Le judaïsme : il n'existe pas de synagogue à proprement parler, mais un lieu de rassemblement à la "Plaza del sol" à Simpsonbay (du côté néerlandais), qui unit plusieurs obédiences dont les loubavitches.
- L'hindouisme : en sphère privée.
- Le bouddhisme : en sphère privée.
- Le bahaïsme : en sphère privée.

## Liste des lieux de cultes
- à Sandy-Ground :

1. Église de Jésus-Christ.
2. Église adventiste.
3. Église pentecôtiste.

- à Saint-James :

1. Église de Dieu (Ebenezer) ; originaire d'Haïti.
2. Église méthodiste.

- à Marigot :

1. Église catholique : Église Saint-Martin-de-Tours.
2. Église méthodiste Ebenezer.
3. Église adventiste.
4. Église pentecôtiste.

- à Concordia :

1. Salle du Royaume des Témoins de Jéhovah.
2. Goodnews Baptist Church.
3. Église Christ ambassador ministry international évangélique, "Apôtre" Hilton.
4. Église jesus qui sauve

.
- à Agrément & Hameau-du-pont :

1. Église de Jésus-Christ.

- Quartier de Rambaud :

1. Bible missionary (pentecôtiste), Cripple gate Pasteur Hodge.
2. Association Église évangélique du Nazaréen, Cripple Gate.
3. Baptiste Church, Cripple Gate.

- à Colombier :

1. Église méthodiste de Bethel .
2. Église de Dieu.

- Quartier de Grand-Case et La Savanne :

1. Église du pasteur Romney, à La Savanne.
2. Assemblée chrétienne, à La Savane.
3. Église catholique Mary star of the sea, à Grand-Case.
4. Église méthodiste de la Trinité, à Grand-Case.

- à Cul-de-Sac :

1. Église méthodiste Wesleyenne.
2. Église adventiste du septième jour.

- Quartier d'Orléans :

1. Chapelle catholique.
2. Église Miracle revival center.
3. Eglise Church of God.
4. Église méthodiste du Tabernacle.

## Statistiques
Il n'y en a pas encore de chiffres statistiques concernant la partie française, mais cela serait à comparer à ceux (ci-après) concernant la partie néerlandaise (en 2001) : catholiques (39 %), pentecôtistes (12 %), méthodistes (11 %), baptistes (7 %), adventistes (6 %), anglicans (4 %), calvinistes (3 %), judaïsme (3 %). Si les catholiques sont devenus si nombreux c'est du fait de l'immigration d'Haïti et de Saint-Domingue (Sto-Domingo).